# Dona Neuma
Dona Neuma, apelido de Neuma Gonçalves da Silva OMC (Rio de Janeiro, 8 de maio de 1922 – Rio de Janeiro, 17 de julho de 2000), foi uma personalidade do carnaval ligada à Estação Primeira de Mangueira.

## Biografia
Nascida no subúrbio de Madureira, no Rio de Janeiro, era filha de Saturnino Gonçalves, um dos fundadores do Bloco dos Arengueiros, que daria origem à Estação Primeira. Ficou viúva ainda jovem, e nunca mais se casou ou teve qualquer outro relacionamento afetivo. Era considerada a "Primeira Dama da Mangueira" e a "Matriarca do Samba Carioca".
A casa de Dona Neuma era frequentada por personalidades como Pedro Ernesto,  Ricardo Cravo Albin, Negrão de Lima, Noel Rosa, Villa-Lobos, Chico Buarque e Tom Jobim. 
Na década de 1970, fez parte do Conselho Superior das Escolas de Samba, órgão da Associação das Escolas de Samba da Cidade do Rio de Janeiro, criado por Amaury Jório.
Além de suas três filhas de sangue, ela criou e educou outros 18 filhos adotivos. Morreu vítima de acidente vascular cerebral, no Hospital Salgado Filho, após uma cirurgia para a retirada de um coágulo cerebral.